# Ulrich Lehmann (Reiter)
Ulrich Lehmann (* 26. Januar 1944 in Gontenschwil) ist ein ehemaliger Schweizer Dressurreiter.

## Leben
Lehmann wuchs auf einem Bauernhof in Gontenschwil im aargauischen Oberwynental auf und ist seit 1997 in Bolligen bei Bern ansässig. Sein Vater war Landwirt und Pferdezüchter. Er war Adjutant Unteroffizier bei der Kavallerie und eidgenössisch diplomierter Reitlehrer.
30 Jahre lang war er Ausbildner an der Eidgenössischen Militärpferdeanstalt (EMPFA) als Bereiter, Chefbereiter und zuletzt als Reitlehrer. An der EMPFA in Bern begann Lehmanns Reitsportkarriere in Dressur auf nationaler und internationaler Ebene. Dabei prägten insbesondere der ebenfalls an der EMPFA tätige Henri Chammartin sowie Fredy Knie Senior die Reitausbildung nachhaltig.
Als Mannschaftsreiter errang er zehn Championatsmedaillen im Team (EM und WM in Silber und Bronze) und zwei Schweizer Meistertitel (1980 mit Widin und 1981 mit Werder) und bei den Olympischen Sommerspielen 1976 in Montreal mit dem Pferd Widin und zusammen mit Christine Stückelberger und Doris Ramseier olympisches Silber.
Mit seinem ersten Eidgenoss Bosco bestritt er vor der Dressurkarriere erfolgreich Springprüfungen.
Lehmann musste sich bereits im Alter von 47 Jahren einer Hüftoperation unterziehen, trotzdem ritt er bis 2010 regelmässig und unterstützte seit 1995 die Schweizer Kavallerieschwadron 1972.
Ulrich Lehmann ist verheiratet.